# 静岡草深教会
座標: 北緯34度58分47.9秒 東経138度22分42秒 / 北緯34.979972度 東経138.37833度

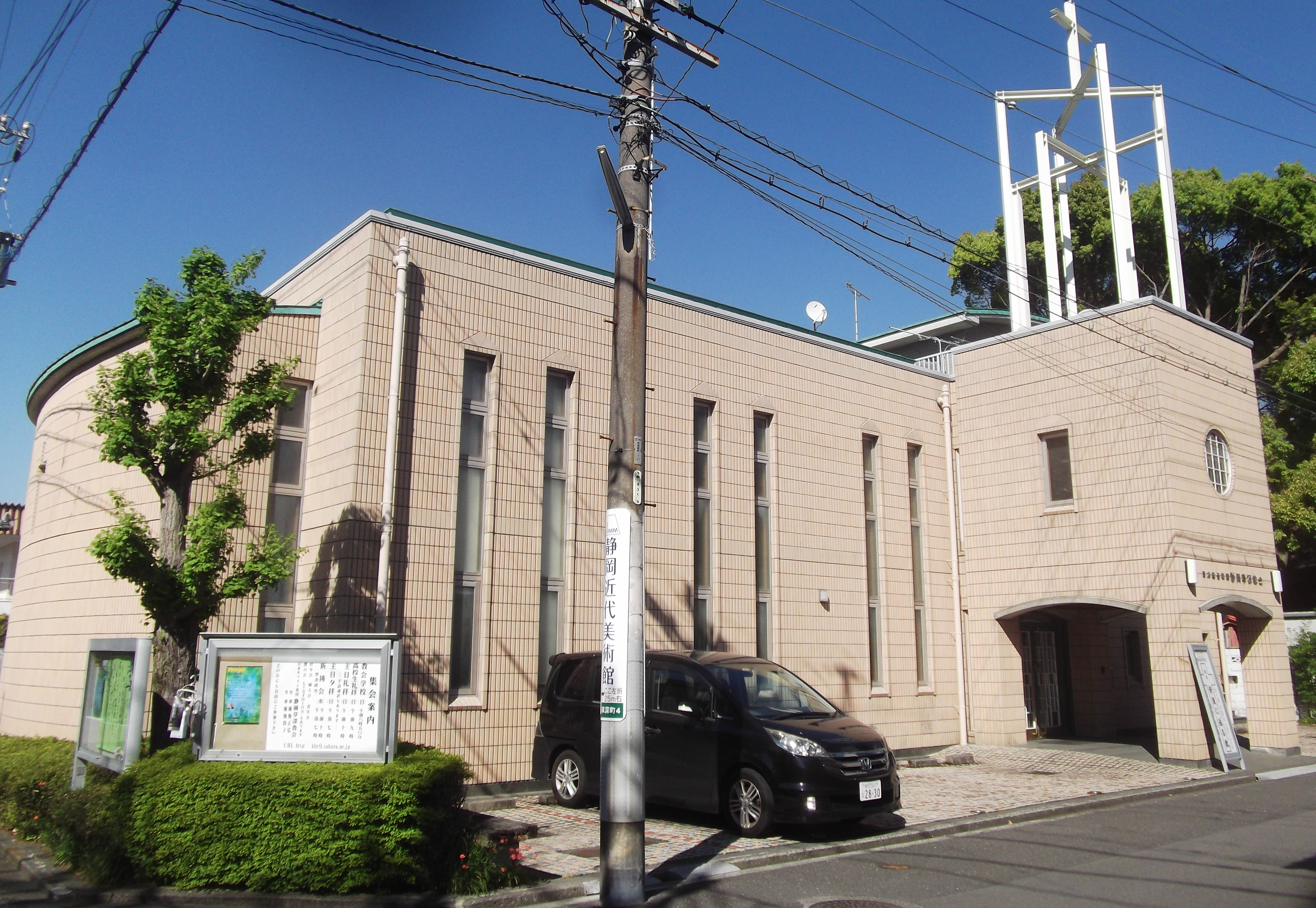
静岡草深教会（2017年4月撮影）

静岡草深教会（しずおかくさぶかきょうかい）は、静岡県静岡市葵区にある、メソジスト系の日本基督教団の教会である。
1890年9月アメリカ・メソジスト・プロテスタント教会宣教師E・H・ヴァンダイクが静岡に赴任して、三谷を補助者として伝道を開始した。
ヴァンダイク宣教師宅で礼拝を持ち、1893年3月2日に19名の会員をもって静岡美普教会が組織された。1894年に西草深町に会堂を建設する。その頃、静岡第二美普教会も設立され、茶町と片羽町で講義所を設けた。
この静岡美普教会と静岡第二美普教会を統合して梅屋町に「人間安心伝授所」の看板を掲げて教会が発足した。1899年に日本基督婦人矯風会支部が静岡美普教会に設けられ、当時の牧師津川弥久茂も廃娼運動に取り組んだ。そのさなかに津川とヴァンダイクが警察署の差し向けた暴力団が暴行を受ける事件が発生した。1900年12月14日に裁判が行われ、米国公使が取り上げ、国会でも問題になった。
1941年に日本基督教団に加入する時に、静岡草深教会と改称する。1945年の戦災で会堂と牧師館が焼失する。

## 歴代牧師
- 稲沼鋳代太
- 南小柿洲吾
- 津川弥久茂
- 酒井長吉
- 宇佐美市平 (1918-1954)
- 辻宣道
- 辻哲子